# Can Cai
Can Cai és un edifici d'Alella (Maresme) protegit com a Bé Cultural d'Interès Local.

## Descripció
Es tracta d'un edifici civil. La masia és de tipus basilical amb un cos central més elevat, coberta amb una teulada de dues vessants i el carener perpendicular a la façana. Consta de planta baixa, pis i golfes o graner en la part central.
Destaca la porta dovellada d'arc de mig punt, encara que les dovelles estan pintades de color blanc, el balcó amb les llindes i els llindars de pedra i els brancals amb carreus i les dues obertures d'arc de mig punt del graner. Els angles de l'edifici estan realitzats amb carreus.
Una tanca de maçoneria la separa de la riera Coma Fosca.